# 湊川 (兵庫県)
湊川（みなとがわ）は、兵庫県神戸市を流れる河川である。正式名称は「新湊川」。

## 地理
再度山（ふたたびさん）北麓付近（兵庫県神戸市北区山田町下谷上）に発した天王谷川が神戸市北区を廻って国道428号沿いに南下、中流域の神戸市兵庫区で石井川と合流して湊川となる。洗心橋付近から西流に転じ、神戸電鉄の側で会下山（えげやま）をくぐる（会下山トンネル）。市立神港橘高校をかすめると長田区に入り、長田商店街を横断。長田神社方面からの苅藻川を併せてからは再び南流し、大阪湾（長田港）に注ぐ。河口東側に、埋立地の苅藻島がある。

## 歴史
- 古湊川、旧湊川

平安時代は福原京の側を通っていた。南北朝時代の湊川の戦いでも有名。湊川はかつて、洗心橋付近から兵庫港に向かって流れていたが、幾度となく河川が氾濫し、度々その流路を変じて田を荒らしていた（後述の「荒田町」は、この史実にちなむ名づけである）。六甲山系の他の河川と同様、河川氾濫のごとに土砂が堆積したことにより下流では天井川と化していたとされる。実際、1889年（明治32年）には、山陽鉄道（現在のJR山陽本線）が兵庫駅から鉄道省線（現在のJR東海道本線）の神戸駅に延伸接続する際に、その線路を湊川の地下に鉄道トンネルを開削して通している。
- 1896年（明治29年）8月30日 - 台風接近に伴う暴風雨により湊川が決壊。34人が死亡[1]。
- 1901年（明治34年） - 新湊川の開削（湊川の付け替え）。

度重なる水害と神戸港への土砂流出を防ぐため、下流部が苅藻川水系につながる現流路を開削した。旧流路は、治水のために埋められ「荒田町」として開発され商店街となったほか、神戸電鉄湊川駅より下流は「新開地」と名づけられ、現在の新開地駅より下流は周辺の標高まで土砂を除去する整地がなされている（その結果、山陽鉄道の鉄道トンネルも姿を消している。土砂を除去したとは言え、この地区を通る国道2号に湊町一交差点を頂とし前後に勾配があるなどの跡は存在している）。
- 1995年（平成7年）1月17日 - 阪神・淡路大震災。湊川隧道が大規模損壊。
- 1998年（平成10年） - 水害の発生。
- 1999年（平成11年） - 水害の発生。

1998年・1999年の水害は、湊川隧道の移設・拡張工事のために水路を暫定的に狭小化していたなかで集中豪雨による増水が重なったものであった。1901年の付け替えの起点となる荒田町で、旧水路側（付け替え起点部上流から見て直線方向でもある）に水が流れ出したため、同地域に存在する商店街が水害の被害を受けた。
- 2000年（平成12年）12月 - 会下山トンネル（湊川隧道）に替わる新トンネルを旧トンネルに平行して施工、通水。新湊川トンネルとも言う。

## 流域の自治体
兵庫県
神戸市北区、兵庫区、長田区